# Ралф Брум
Ралф Брум (енгл. Ralph Broome; Dalhousie, Химачал Прадеш, Индија, 5. јули 1889. — Пул, Енглеска, 25. јануар 1985) је био британски возач боба, који је учествовао на Зимским олимпијским играма 1924. на којим је Ралф у бобу, четвороседу заједно са Томасом Арнолдом и Александом Ричардсом освојио сребрну медаљу.
Брине је рођен у подножју Хималаја, као син британског официра. Током Другог светског рата служио је у резервном корпусу британске војске и био је унапређен у чин мајора. Он је био први такмичар азијског порекла који је освојио медаљу на зимским олимпијским играма.